# それゆけこどもたい
『それゆけ こどもたい』は、NHK教育テレビジョンで1999年4月5日から2005年3月15日まで放送されていた小学1年生・2年生向けの学校放送（教科：生活科）である。

## 概要
小学1年生向けの『あしたもげんきくん』と小学2年生向けの『キッズチャレンジ』を統合するかたちでスタートした番組。
この番組の最終回をもって生活科の番組は一旦終了したが、5年後の2010年に『できた できた できた』がスタートしたことで一時的に復活していたことがある。

## 放送時間
いずれも日本標準時、別の時間帯での再放送あり。
| 期間                          | 放送時間             |
| ----------------------------- | -------------------- |
| 1999年4月5日 - 2002年3月11日  | 月曜日 11:00 - 11:15 |
| 2002年4月10日 - 2003年3月19日 | 水曜日 10:00 - 10:15 |
| 2003年4月8日 - 2005年3月15日  | 火曜日 09:00 - 09:15 |

## 出演者
- リョーマ - 池上リョヲマ[3] - 初期には本名の「池上竜馬」名義で出演していた。
- ナレーター - 篠原恵美

## 放送リスト

### 1999年度
| 回 | タイトル                      | 初回放送日     |
| -- | ----------------------------- | -------------- |
| 1  | ようこそ1ねんせい             | 1999年04月05日 |
| 2  | ぼくのピーマン わたしのトマト | 1999年04月19日 |
| 3  | こころをこめてプレゼント      | 1999年05月10日 |
| 4  | せんせいのひみつ              | 1999年05月24日 |
| 5  | そだて!チャボ!                | 1999年06月07日 |
| 6  | みんなでおとまり              | 1999年06月21日 |
| 7  | おばけをさがせ                | 1999年07月05日 |
| 8  | こどもマーケット              | 1999年08月23日 |
| 9  | おうちのひと                  | 1999年09月13日 |
| 10 | ちょっととおくへ              | 1999年09月27日 |
| 11 | あきのおときこえる            | 1999年10月14日 |
| 12 | おまつり大さくせん            | 1999年10月25日 |
| 13 | おいしいあきみつけた          | 1999年11月08日 |
| 14 | きょうはせんせい              | 1999年11月22日 |
| 15 | おばあちゃんのちえ            | 1999年12月06日 |
| 16 | いきものたちのふゆごもり      | 2000年01月13日 |
| 17 | とどけおたより                | 2000年01月24日 |
| 18 | からだでおはなし              | 2000年02月07日 |
| 19 | ゆめにむかって                | 2000年02月21日 |
| 20 | わたしってだれ?               | 2000年03月07日 |

### 2000年度
| 回 | タイトル                    | 初回放送日     |
| -- | --------------------------- | -------------- |
| 1  | めいじんをさがせ            | 2000年05月15日 |
| 2  | ぼくのぎもん わたしのはてな | 2000年07月10日 |
| 3  | がんばれあといっぽ          | 2000年11月27日 |

### 2001年度
| 回 | タイトル                           | 初回放送日     |
| -- | ---------------------------------- | -------------- |
| 1  | きょうからおにいさん               | 2001年04月09日 |
| 2  | おもいっきりあそぼう               | 2001年05月14日 |
| 3  | へんしんしてみよう                 | 2001年06月25日 |
| 4  | まちたんけん                       | 2001年10月29日 |
| 5  | あきをたのしもう                   | 2001年11月12日 |
| 6  | おみせをだそう                     | 2001年11月26日 |
| 7  | おじいちゃん おばあちゃん だいすき | 2002年02月04日 |
| 8  | かぞくがふえた                     | 2002年02月18日 |
| 9  | ぼくのゆめ わたしのあこがれ        | 2002年03月04日 |

### 2002年度
| 回 | タイトル                 | 初回放送日     |
| -- | ------------------------ | -------------- |
| 1  | きょうからしょうがくせい | 2002年04月10日 |
| 2  | ともだちいっぱい         | 2002年04月24日 |
| 3  | いきものだいすき         | 2002年05月29日 |
| 4  | むしのどうぶつえん       | 2002年09月18日 |
| 5  | ちょっととおくへ         | 2002年10月02日 |
| 6  | おともだちになりたい     | 2002年10月30日 |
| 7  | あきみつけた             | 2002年11月13日 |
| 8  | できるようになったよ     | 2003年02月26日 |

### 2003年度
| 回 | タイトル           | 初回放送日     |
| -- | ------------------ | -------------- |
| 1  | げんきにそだて!    | 2003年04月22日 |
| 2  | 町となかよく       | 2003年09月09日 |
| 3  | むしのおとをきこう | 2003年10月14日 |
| 4  | むかしのあそび     | 2004年01月27日 |
| 5  | おまつり           | 2004年02月10日 |

## テーマ曲
- わすれものばんちょう（歌：DREAMS COME TRUE、1999年度 - 2001年度）
- たからさがし（歌：Hysteric Blue、2002年度 - 2003年度）[注釈 1]
- トビウオ（歌：三角堂、2004年度）